# 古庄氏
古庄氏（ふるしょうし）は、相模国愛甲郡古庄より起こった一族。古荘、古莊とも記載する。

## 概要
古庄郷司の近藤能成（古庄能成）の子が、後の大友能直であり、能直は幼児の頃、「古庄左近将監能直」と名のっていた。古庄氏の祖の古庄重能（古庄重吉）は大友能直の弟とされる。ということは、古庄重能は、大友能直(古庄能直)と同じく近藤能成の子ということになり、古庄郷司という無名に近い近藤能成にはじまる古庄氏は、大友能直を初代とする大友氏の祖族ともいえよう。
大友能直の宰臣として豊後国に下った古庄重能が、朽網氏の祖とされる。大友親治の代には田染荘政所を務めた古庄治重の名も見られる。
『柳河藩享保八年藩士系図・上』に掲載される原尻鎮清(宮内)の子孫の系譜によると筑井親直(左衛門尉)が古庄次郎左衛門と改名して、建久年間に大友能直の豊後下向の先達を勤め、その子孫の古庄丹後が原尻鎮清の父とある。